# Parc de Paimpol-Bréhat
Le parc de Paimpol-Bréhat est une ferme de turbines hydroliennes créée en 2008, gérée par EDF et située au large de l'Île-de-Bréhat et de Ploubazlanec, devant la ville de Paimpol (Bretagne). C'est la première ferme, en France et dans le monde, d'hydroliennes raccordées au réseau national de distribution d'électricité. 

## Historique

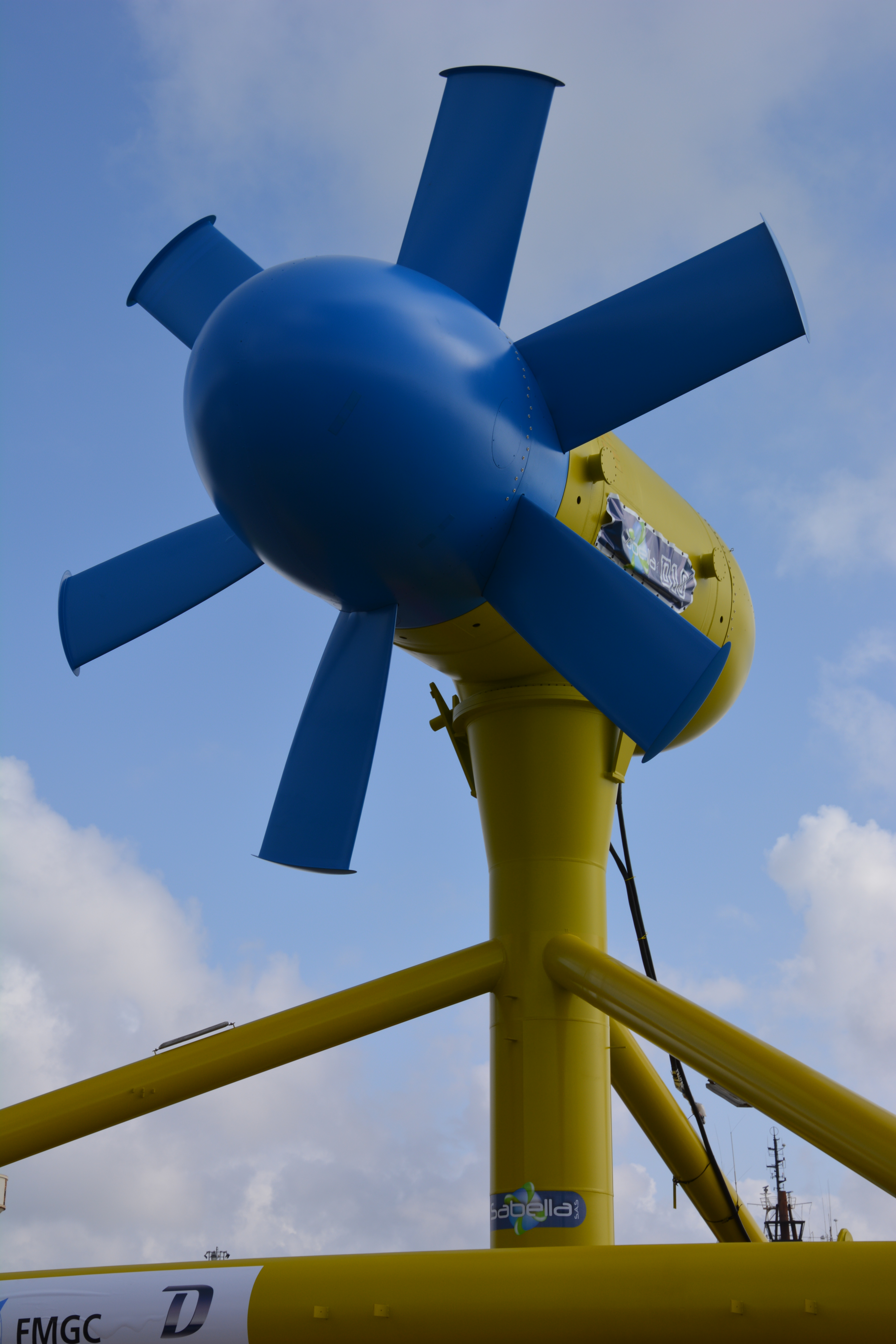
Démonstrateur hydrolienne Sabella D10 à Brest lors des portes ouvertes

Le projet mené par EDF et initié en 2008, a pour but de départ de tester quatre hydroliennes devant Paimpol, au large de Ploubazlanec et de l'île de Bréhat (Côtes-d'Armor). 
La technologie choisie est celle qui a été développée par la société irlandaise OpenHydro, rachetée par DCNS. Elle consiste en une machine de 16 mètres de haut, 850 tonnes et 0,5 mégawatt de puissance, et doit être placée pour quelques mois à 35 m de profondeur afin de tester en conditions réelles ses performances et vérifier sa bonne tenue aux conditions marines. Le projet permet aussi de tester un convertisseur sous-marin.
Le premier prototype, baptisé « Arcouest », assemblé à Brest en Bretagne par les équipes de DCNS, a été immergé le 22 octobre 2011 pour une durée de trois mois. Le projet a ensuite pris du retard en 2012 (à la suite d'une panne de moteur de treuil de sa barge de transport). Le prototype « Arcouest » a passé six mois à -25 m en rade de Brest, puis l'hydrolienne a été ramenée à quai pour être examinée puis elle sera réinstallée devant Paimpol-Bréhat pour une mise en route de trois turbines en 2015 au lieu de fin 2013.
Le projet final regroupe quatre turbines d'une puissance unitaire de 0,5 MW pic devant pouvoir alimenter 3 000 logements en électricité. Les 4 mois de la seconde campagne d'essais (à -40 mètres au large de Bréhat), ayant été jugés concluants en termes de rendement et de fonctionnement, des modèles de série entrent en service en 2015-2016 dont au Canada et en France (avec 30 M€ d'aide de l'État et un tarif d'achat de 173 €/MWh sur deux sites (passage du Fromveur et raz Blanchard). 
En février 2016, EDF positionne à 40 mètres sous la mer, au large de l'archipel de Bréhat, une première hydrolienne d'un poids de 300 tonnes pour 16 mètres de diamètre, fixée sur un socle de 900 tonnes pour résister aux courants marins. 
Une seconde hydrolienne de la même taille la rejoint en mai 2016, à 35 mètres de profondeur. Sa mise à l'eau se déroulera en la présence de Ségolène Royal, ainsi que le PDG de DCNS et le directeur général d'EDF.  
Ces deux machines pourront produire 1 MW d'électricité.
Les deux hydroliennes sont raccordées au réseau en septembre 2016. L'opération consiste en l'installation d'un adaptateur optique, fabriqué par Siemens, entre les deux turbines, permettant ainsi la communication à distance avec le parc démonstrateur d'hydroliennes.